# Хадзар

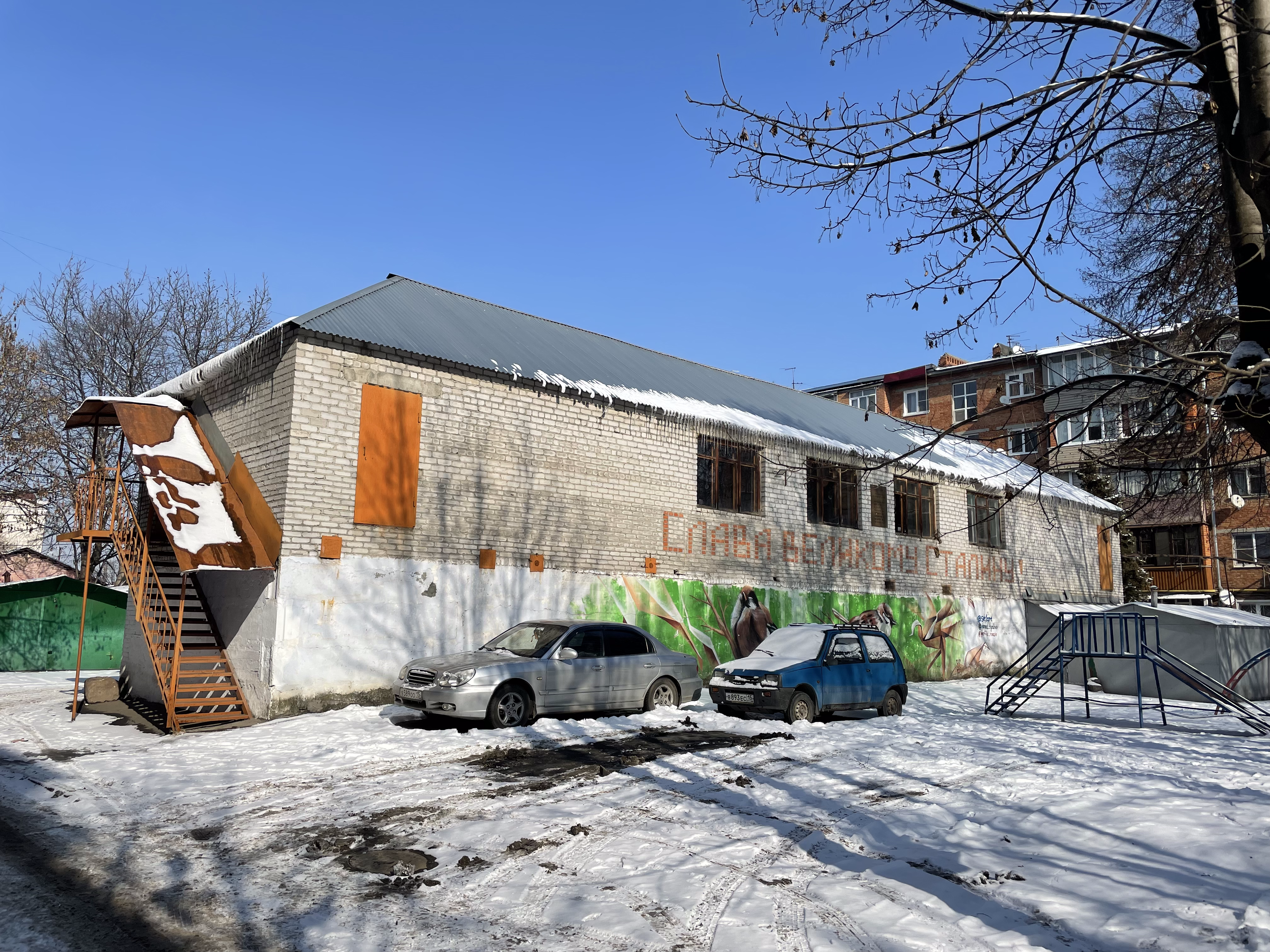
Хадзар во дворе домов № 90 и 92 по проспекту Коста, Владикавказ

Хадзар (осет. хæдзар, ирон хæдзар — буквально «дом, осетинский дом», в некоторых случаях употребляется слово осет. сара → сарай) — чаще всего одноэтажное нежилое длинное здание, предназначенное для проведения религиозных, ритуальных, общественных и рекреационных мероприятий. Важнейший элемент осетинской самоидентификации, местного городского ландшафта, урбанистической инфраструктуры для проведения неформальной общественной жизни соседей многоэтажных зданий. Некоторые исследователи считают хадзар первичным элементом общеосетинского национального собрания. Встречаются также в некоторых микрорайонах Цхинвала, где используются в основном для поминок и в качестве «мужского клуба».
Располагаются во дворах многоэтажных жилых зданий или кварталов (среди одноэтажных домов не сооружаются). Иногда возводятся а виде простого навеса с кладовкой, столом и скамейками. Встречаются хадзары, размещённые на первом этаже многоквартирных домов.
Хадзар строится с молчаливого согласия местных властей на средства жильцов окружающих зданий инициативной группой мужчин, которая впоследствии следит за обслуживанием здания, контролирует и организует коллективные мероприятия во время поминок, религиозных, ритуальных, торжественных (рождение ребёнка, юбилеи, новоселье и т. п.) и общенациональных календарных осетинских праздников (Джеоргуба и Хетаджы бон/ Хетаджы Уастырджи).
Внутреннее помещение подразделяется на кухню (кладовую) и длинный зал с посадочными местами. Обязательным атрибутом внутреннего убранства является изображение Уастырджи. Иногда встречается картина «Пир нартов» осетинского художника Махарбека Туганова, главным элементов которой является символ изобилия чаша Уацамонга.
Во Владикавказе построено около двухсот хадзаров. Предполагается, что первый хадзар был построен во времена первого секретаря Северо-Осетинского обкома КПСС Билара Кабалоева во дворе многоэтажных домов на площади Победы. Активное строительство хадзаров началось с 1970-х годов. В это время здание часто совмещалось с гаражами (на первом этаже были гаражи состоятельных соседей, на втором этаже — помещение для общественных мероприятий). После беспорядков 1981 года в Орджоникидзе, когда осетинская молодёжь вступила в противодействие с воинскими частями, первым секретарём Северо-Осетинского обкома КПСС был назначен Владимир Одинцов, который предполагал снести все городские хадзары как элемент «осетинского национализма». В настоящее время хадзары часто используются городскими властями для проведения встреч с жильцами в ходе государственных мероприятий (избирательные кампании и т. п.). В 2013 году городская власть проводила конкурс «Лучшее внутридворовое общественное строение хадзар». Строение активно используется местными отделениями политических организаций, в частности «Единая Россия».
В хадзарах проводятся ритуалы осетинской «народной религии» (традиционные осетинские верования, основанные на нартовской мифологии), отличной от авраамических религий. Североосетинский юрист Тамерлан Цгоев, сторонник существования традиционной «осетинской религии», утверждает, что хадзары наряду с дзуарами являются одними из элементов этого верования и считаются «домами молитвами» этой религии.
Хадзары, вмещающие во время мероприятий несколько сот человек, являются незаконными постройками с неясным юридическим статусом, не принадлежат конкретному физическому или юридическому лицу, что вызывает сложные ситуации при подключении их к сетям обслуживающих организаций коммунального хозяйства, требующих от жильцов заключения отдельного договора на обслуживание здания. Часто здания подключались к коммунальным сетям незаконно. Возникали конфликтные ситуации между мужской «инициативной группой» и некоторыми жильцами, которые, не пользуясь хадзаром, вынуждены нести дополнительную финансовую нагрузку за коммунальное обслуживание. В 2014 году местное телевидение сообщило, что некоторые пенсионеры одного жилого квартала по решению суда были вынуждены оплатить долг по электроснабжению хадзара и автостоянки, которыми они не пользовались. В 2019 году ОАО «Владикавказские тепловые сети» обратились через СМИ к собственникам многоквартирных домов, жильцы которых незаконно подключили дворовые постройки к коммунальным сетям, урегулировать обслуживание этих построек.